# Maro borealis
Maro borealis là một loài nhện trong họ Linyphiidae.
Loài này thuộc chi Maro. Maro borealis được Kirill Yuryevich Eskov miêu tả năm 1991.